# Confinamiento inercial

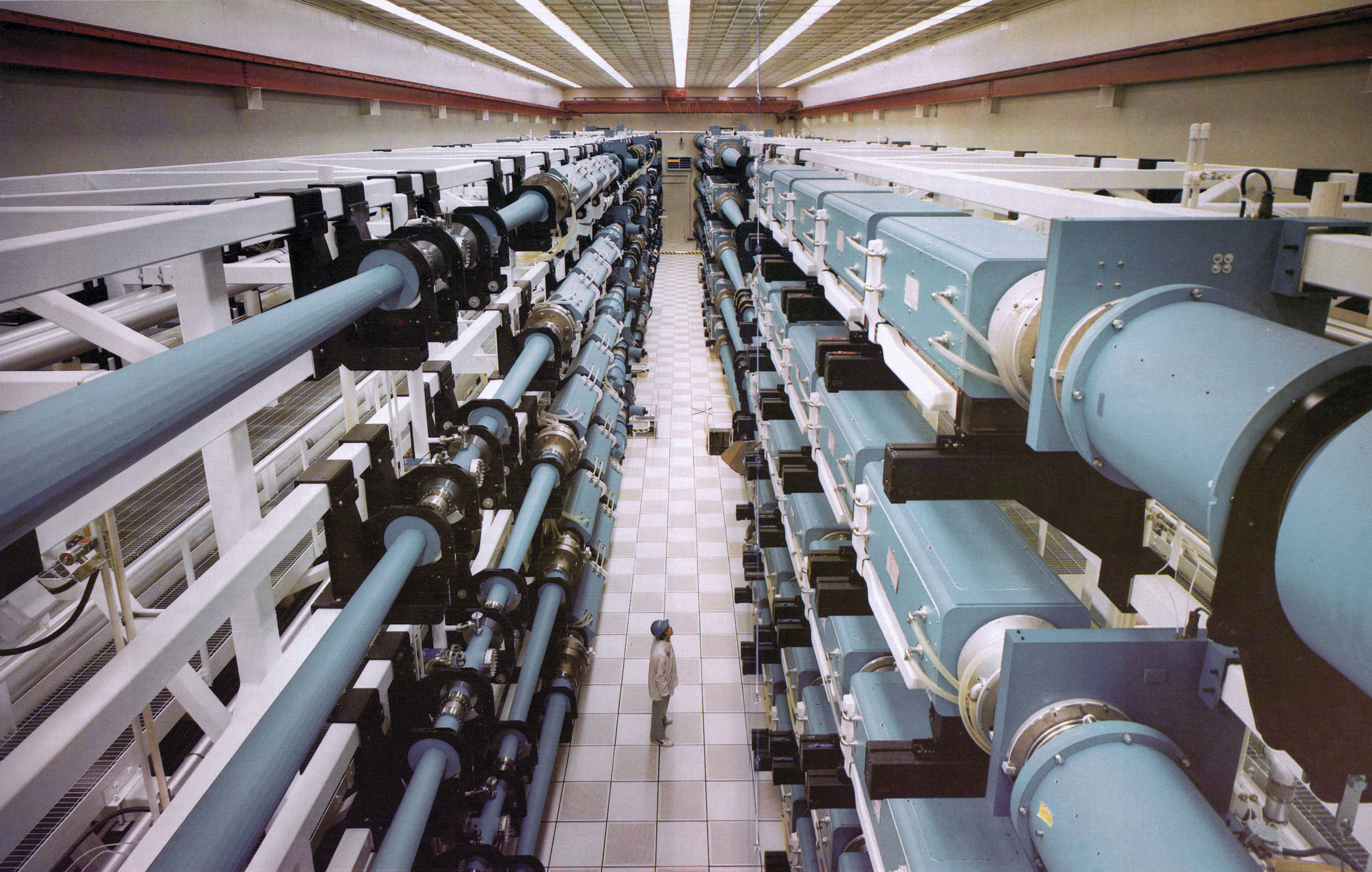
El confinamiento inercial de fusión que emplea láseres ha progresado velozmente en los años 1970 y comienzos de los años 1980 hasta el punto de disponer de unos cuantos pulsos para fusionar un objetivo con diez millones de kilojoules. En la ilustración se puede ver un láser 10 beam LLNL NOVA, mostrado en 1984. Esta instalación viene a suplir el viejo proyecto de su predecesor, el láser Shiva.

El confinamiento inercial consiste en conseguir las condiciones necesarias para que se produzca la fusión nuclear dotando a las partículas del combustible de la cantidad de movimiento necesaria para que con el choque de las mismas se venza la barrera de Coulomb y así se pueda producir la reacción nuclear de fusión.

## Métodos
Según el método que se use para dotar del movimiento necesario a las partículas del combustible podemos distinguir:
- Confinamiento utilizando el láser o partículas

El método más empleado para el confinamiento inercial emplea láser sobre un blanco. 
La fusión nuclear por confinamiento inercial con láser se consigue mediante el uso de varios haces de rayos láser (192 en el NIF), de rayos X, o bien de iones pesados acelerados, enfocados en un pequeño blanco esférico (10 miligramos) donde se encuentra el combustible de deuterio-tritio. También se utiliza el enfoque indirecto, en el que los haces se enfocan hacia un hohlraum de un metal muy denso que a su vez produce intensos rayos X que inciden sobre el blanco de combustible. Este último proceso es más efectivo.
- Confinamiento por pinzamiento

Recientemente se han presentado a la comunidad científica varios proyectos para lograr un confinamiento inercial mediante el uso de ondas de choque electromagnéticas sobre el combustible.

## Proceso

Proceso de implosión, comienzo de la fusión y liberación de energía de una cápsula de combustible de fusión.
1. El rayo láser calienta rápidamente la superficie del objetivo, generando plasma alrededor.
2. El objetivo es comprimido debido a la expulsión del material que lo rodeaba en su superficie.
3. Se produce la implosión de la micro cápsula, alcanza a obtener una densidad de 20 veces a la del plomo y hace ignición a 100 000 000 °C
4. La reacción termonuclear se distribuye por el combustible, provocando una salida de varias veces la energía entrante, después se generara un efecto parecido al de una supernova y el target quedara quemado.

Uno de los procesos de calentamiento de la materia es el de la compresión. En este caso lo que se pretende es que mediante un aumento de la presión aumente la densidad y la temperatura. Para aumentar la presión en un punto, se necesita hacer incidir un número grande de partículas sobre él. Refiriéndonos en este caso al significado más amplio del concepto de partícula o corpúsculo, como del concepto de presión.
Esto quiere decir, que se debe considerar los fotones (en la frecuencia de la luz visible, o de los rayos X) como partículas, con lo cual llevarán asociado un momento, que a su vez conlleva una fuerza que dará lugar a una presión. Y lo mismo sucede con los iones pesados. Esa presión se transmitirá por las sucesivas capas del blanco durante un tiempo que vendrá dado por las leyes del movimiento, la termodinámica y la mecánica de fluidos. Realizando el cálculo, se puede comprobar que el tiempo que transcurre para propagar la presión en todo el volumen de un blanco de algunos milímetros de radio es de apenas unos cientos de picosegundos.

## Desarrollo de energía

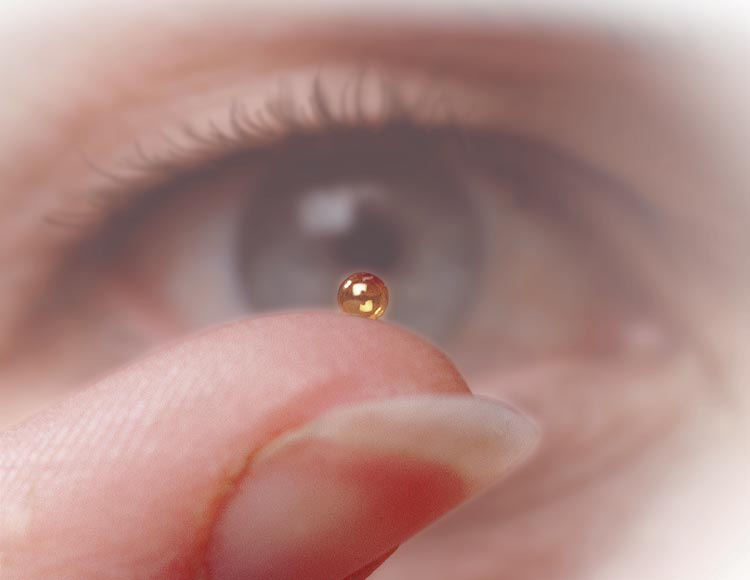
Una micro-cápsula empleada como combustible en el confinamiento inercial de fusión (a menudo denominada "microballón") del tipo de las que se usan en el NIF y que rellena con una mezcla de gas deuterio y tritio en helio. La cápsula es introducida en el hohlraum y es implosionada por el pulso de láser.

Depositando sobre el blanco, en ese corto periodo de tiempo, una energía de ~5-10 MJ obtendremos las condiciones necesarias para lograr la fusión. El blanco alcanzará una densidad de 600 a 1000 veces la densidad inicial y la temperatura necesaria para comenzar la ignición. Ahora mismo se están depositando en los blancos energías de unos 1000 MJ.
Si además conseguimos que el proceso se produzca con una frecuencia de 5 a 10 Hz, tendremos una planta de una potencia de ~1000 MW. Para ello se necesita que los pulsos tengan una duración de ~10 ns con una potencia en el haz emisor de ~1000 TW y una luminosidad de ~1014-1015 W.cm-2.

## Instituciones investigadoras
En estos momentos la demostración de funcionamiento del reactor mediante confinamiento inercial se está llevando a cabo en el NIF (National Ignition Facility) en Estados Unidos y en el LMJ (Laser MegaJoule) en Francia, con la misma energía del NIF, pero 240 haces láser en lugar de 192, dando más flexibilidad (y complejidad) a la instalación. Ambas instalaciones utilizan el ataque indirecto del blanco (enfoque de los haces láser en un holraum de alto Z que produce gran cantidad de rayos X que se enfocan en el blanco de deuterio-tritio) para conseguir la implosión.
Existen además otras plantas que estudian la fusión inercial, como el Gekko XII en Osaka (Japón) o la Omega-upgrade en Rochester (Reino Unido) para estudiar el ataque directo (Direct drive).
El 5 de diciembre de 2022, el NIF (National Ignition Facility), logró, en un experimento de fusión nuclear por confinamiento inercial, un factor de ganancia positivo, es decir, consiguió que la reacción de fusión nuclear llevada a cabo liberara más energía que la introducida en el combustible.